# Бундестаг (Германия)
Вижте пояснителната страница за други значения на Бундестаг.
Германският Бундестаг (на немски: Deutscher Bundestag, в буквален превод: Германски Федерален конгрес) е федералният парламент и съответно законодателният орган на Федерална република Германия.
В държавното устройство на Германия той е единственият конституционен орган на федерацията, който се избира пряко от народа на цялата държава (германските граждани), съгласно чл. 20, ал. 2, изр. 2 от Основния закон във връзка с чл. 38 от Основния закон.
Законоустановеният брой на неговите членове, представляващи целия народ, е 598 съгласно чл. 1, ал. 1, изр. 1 от Федералния избирателен закон. Действителният брой на членовете може да е по-голям поради особености на избирателната система от смесен тип (т. нар. превесен мандат – на немски: Überhangmandat – и изравнителен мандат – на немски: Ausgleichsmandat). В 20-ия Германски Бундестаг след изборите от 2021 г. има рекорден брой мандати – 736, което превръща Бундестага в най-големият демократично избран парламент в света, и вторият по големина сред всички след китайския. Съгласно принципите на персонализираната пропорционална избирателна система, народните представители се избират на общо, пряко, свободно, равно и тайно гласуване в 299 федерални избирателни района. Избраните представители се наричат депутати или членова на Бундестага.
Легислатурният период на Бундестага приключва по принцип след четири години или преди това с разпускането му. Членовете на германския Бундестаг могат да образуват парламентарни групи и по този начин се ползват със специален процедурен и организационен статут. Бундестагът се председателства от Президент на Германския Бундестаг (на немски: Präsident des Deutschen Bundestages). Той представлява Бундестага навън и в страната, заемайки по протокол втората в държавната йерархия длъжност след Федералния президент и преди Федералния канцлер и Председателя на Бундесрата. Настоящият президент на Бундестага е г-жа Бърбел Бас от Германска социалдемократическа партия.
Германският Бундестаг се помещава в сградата на Райхстага в берлинския градски район Център от 1999 г. насам. Той поддържа и редица други функционални сгради за подпомагане на парламентарната работа. Сградата на Райхстага се охранява от специална Полиция на Германския Бундестаг, която е подчинена на президента на Бундестага.
Освен Бундестага, който приема закони за цяла Гермния, всяка от 16-те германски федерални провинции има свой провинциален парламент, който гласува закони на провинциално ниво.

## Функции
Бундестагът има множество задачи:
- Той има законодателна функция, т.е. създава федерални закони и изменя основния закон на Германия – конституцията.[9] Това често изисква участието на Бундесрата – независим конституционен орган, чиито задачи са сравними с тези на втората камара на парламент (в международен план обикновено класифициран като горна камара).[9] Депутатите и парламентарните групи в Бундестага имат също както Бундесратът и Федералното правителство правото да внасят законопроекти в Бундестага. За да може даден законопроект да бъде внесен в Бундестага от депутати е необходимо той да е подкрепен от парламентарна група или най-малкото от пет процента от всички членове на Бундестага.[9]
- Бундестагът гласува договори с други държави и организации (международни договори) и приема федералния бюджет.[9] Проектът на бюджетния план и на закона за бюджета трябва да премине през Бундестага и Бундесрата за да може да влезе в сила.
- В рамките на своята творителна функция той избира, наред с другото, ръководителя на федералното правителство (федералния канцлер) с абсолютно мнозинство и участва в избора на държавния глава (федералния президент), федералните съдии и други важни федерални органи.
- Бундестагът упражнява парламентарен контрол върху правителството и органите на държавната администрация като част от изпълнителната власт на федерацията.
- Той контролира и разполагането на Бундесвера (армията).
- Политически значима е функцията като връзка с обществеността, според която Бундестагът има за задача да изразява желанията на народа и, обратно, да го информира.

На заседанията на парламентарните комисии се осъществява главната работа по подготвянето на законите. В хода на заседанията трябва да бъдат съгласувани политическата воля и експертните мнения и оценки в съответната област. На комисиите е възложен контролът на държавното управление, започвайки с комисията по външната политика и стигайки до комисията по бюджета.